# Scandinavian Cup w biegach narciarskich 2011/2012
Scandinavian Cup w biegach narciarskich 2011/2012 – kolejna edycja tego cyklu zawodów.

## Kobiety

### Kalendarz i wyniki
| Lp  | Data                                       | Miejscowość                                | Dystans                                    | 1. miejsce            | 2. miejsce              | 3. miejsce         |
| --- | ------------------------------------------ | ------------------------------------------ | ------------------------------------------ | --------------------- | ----------------------- | ------------------ |
| 1.  | 16 grudnia 2011                            | Vuokatti                                   | 2,5 km s. dowolnym                         | Riitta-Liisa Roponen  | Martine Ek Hagen        | Kari Øyre Slind    |
| 2.  | 17 grudnia 2011                            | Vuokatti                                   | 10 km s. klasycznym                        | Martine Ek Hagen      | Britt Ingunn Nydal      | Sara Lindborg      |
| 3.  | 18 grudnia 2011                            | Vuokatti                                   | 10 km s. dowolnym                          | Riitta-Liisa Roponen  | Maria Nysted Grønvoll   | Britt Ingunn Nydal |
| 4.  | 14 stycznia 2012                           | Åsarna                                     | Sprint s. dowolnym                         | Stina Nilsson         | Sofia Henriksson        | Evelina Settlin    |
| 5.  | 15 stycznia 2012                           | Åsarna                                     | 10 km s. klasycznym                        | Martine Ek Hagen      | Sara Lindborg           | Sofia Bleckur      |
| 6.  | 20 stycznia 2012                           | Nes                                        | 10 km s. dowolnym                          | Martine Ek Hagen      | Laura Ahervo            | Maren Wangensteen  |
| 7.  | 21 stycznia 2012                           | Nes                                        | Sprint s. klasycznym                       | Stina Nilsson         | Kathrine Rolsted Harsem | Barbro Kvåle       |
| 8.  | 8 lutego 2012                              | Madona                                     | Sprint s. dowolnym                         | Kjersti Boe           | Kathrine Rolsted Harsem | Martine Ek Hagen   |
| 9.  | 9 lutego 2012                              | Madona                                     | 15 km s. dowolnym                          | Martine Ek Hagen      | Marte Monrad-Hansen     | Astrid Øyre Slind  |
| 10. | 11 lutego 2012                             | Albu                                       | Sprint s. klasycznym                       | Maria Nysted Grønvoll | Kari Vikhagen Gjeitnes  | Laura Ahervo       |
| 11. | 12 lutego 2012                             | Albu                                       | 10 km s. klasycznym                        | Eva Svensson          | Maria Nysted Grønvoll   | Laura Ahervo       |
|     | Puchar Skandynawski – klasyfikacja końcowa | Puchar Skandynawski – klasyfikacja końcowa | Puchar Skandynawski – klasyfikacja końcowa | Martine Ek Hagen      | Maria Nysted Grønvoll   | Britt Ingunn Nydal |

### Klasyfikacja
| Lp. | Zawodnik                | Punkty |
| --- | ----------------------- | ------ |
| 1.  | Martine Ek Hagen        | 660    |
| 2.  | Maria Nysted Groenvoll  | 380    |
| 3.  | Britt Ingunn Nydal      | 340    |
| 4.  | Astrid Øyre Slind       | 309    |
| 5.  | Laura Ahervo            | 301    |
| 5.  | Eva Svensson            | 301    |
| 7.  | Kari Vikhagen Gjeitnes  | 278    |
| 8.  | Maija Hakala            | 256    |
| 9.  | Kathrine Rolsted Harsem | 240    |
| 10. | Marte Monrad-Hansen     | 224    |
| 10. | Stina Nilsson           | 224    |

## Mężczyźni

### Kalendarz i wyniki
| Lp  | Data                                       | Miejscowość                                | Dystans                                    | 1. miejsce              | 2. miejsce              | 3. miejsce              |
| --- | ------------------------------------------ | ------------------------------------------ | ------------------------------------------ | ----------------------- | ----------------------- | ----------------------- |
| 1.  | 16 grudnia 2011                            | Vuokatti                                   | 3,75 km s. dowolnym                        | Niklas Dyrhaug          | Kristian Tettli Rennemo | Anton Lindblad          |
| 2.  | 17 grudnia 2011                            | Vuokatti                                   | 15 km s. klasycznym                        | Anatolij Romanow        | John Kristian Dahl      | Ari Luusua              |
| 3.  | 18 grudnia 2011                            | Vuokatti                                   | 15 km s. dowolnym                          | Kristian Tettli Rennemo | Niklas Dyrhaug          | Ari Luusua              |
| 4.  | 14 stycznia 2012                           | Åsarna                                     | Sprint s. dowolnym                         | Johan Kjølstad          | Jacob Engström          | Carl Quicklund          |
| 5.  | 15 stycznia 2012                           | Åsarna                                     | 15 km s. klasycznym                        | Johan Olsson            | Didrik Tønseth          | Anders Södergren        |
| 6.  | 20 stycznia 2012                           | Nes                                        | 15 km s. dowolnym                          | Fredrik Karlsson        | Finn Hågen Krogh        | Didrik Tønseth          |
| 7.  | 21 stycznia 2012                           | Nes                                        | Sprint s. klasycznym                       | Timo Andre Bakken       | Niklas Colliander       | Aanund Lid Byggland     |
| 8.  | 8 lutego 2012                              | Madona                                     | Sprint s. dowolnym                         | Kristian Tettli Rennemo | Hans Petter Lykkja      | Eirik Lorentsen         |
| 9.  | 9 lutego 2012                              | Madona                                     | 30 km s. dowolnym                          | Fredrik Karlsson        | Lars Nelson             | Kristian Tettli Rennemo |
| 10. | 11 lutego 2012                             | Albu                                       | Sprint s. klasycznym                       | John Kristian Dahl      | Pål Golberg             | Eirik Lorentsen         |
| 11. | 12 lutego 2012                             | Albu                                       | 15 km s. klasycznym                        | John Kristian Dahl      | Pål Golberg             | Niklas Colliander       |
|     | Puchar Skandynawski – klasyfikacja końcowa | Puchar Skandynawski – klasyfikacja końcowa | Puchar Skandynawski – klasyfikacja końcowa | John Kristian Dahl      | Kristian Tettli Rennemo | Fredrik Karlsson        |

### Klasyfikacja
| Lp. | Zawodnik                | Punkty |
| --- | ----------------------- | ------ |
| 1.  | John Kristian Dahl      | 471    |
| 2.  | Kristian Tettli Rennemo | 395    |
| 3.  | Fredrik Karlsson        | 302    |
| 4.  | Didrik Tønseth          | 241    |
| 5.  | Niklas Dyrhaug          | 230    |
| 6.  | Eirik Lorentsen         | 220    |
| 7.  | Jussi Simula            | 217    |
| 8.  | Robin Norum             | 184    |
| 9.  | Lars Nelson             | 182    |
| 10. | Hans Petter Lykkja      | 175    |